# Географија Финске
Финска је северноевропска, скандинавска и балтичка земља. У групацији земаља којој припада (скандинавске земље) она би могла понети атрибут низијска јер јој највиши врх једва прелази 1.300 метара надморске висине. За разлику од других скандинавских земаља Финска је континентална земља без обзира што излази на балтичко море. По многим особинама је сличнија Карелији и полуострву Коли (територија Русије), него другим скандинавским земљама. Државну територију пресеца поларни круг, четвртина њене територије је изнад северног поларника. Финска допире близу Северног леденог океана на који је имала излаз пре Другог светског рата. Државна територија се простире од 60° до 70° северне географске ширине. Њена дужина у правцу север-југ прелази 1100 km а њена просечна ширина је 600 km. Површина Финске је 338.145 km² са 5.183.545 (2002. год.) становника са просечном густином 15 становника на km² (40 по миљи²) што Финску чини једном од најређе насељених земаља у Европи. Финска се граничи са Норвешком на северу, на истоку са Русијом, Финским заливом, на југозападу са Балтичким морем, и на западу Ботничким заливом са Шведском. 
Слика:Finska mapa.jpg

## Рељеф
Површину финског простора сачињава Балтички штит. Штит је изграђен од кристаластих шкриљаца, гранита, гнајса и вулканита из доба архајика. Ово подручје је било набрано у прекамбријској периоди. Дејством спољашњих сила терен је уравњен. У плеистоцену фински простор је био потпуно прекривен инландајсом. Плеистоцена глацијација и моћни инландајс су на сваком кораку оставили своје трагове. Ледници су код мање отпорних стена еродирали повлатне слојеве све до резистентне подлоге. Тај материјал је акумулиран у облику морена. Морене су загатиле бројна језера, тако да Финска изгледа из авиона као водоравно пресечена спужва у чијим се рупицама налази вода.  Око 80% Финске прекривају глацијални наноси у облику [морена] и друмлина (издужени брежуљци састављени од глине и песка дужине 500 до 1000 метара, висине 20 до 30 метара). Већи дио финског простора чини благо заталасани рељеф од 100 до 300 m надморске висине. У Лапонији је благо заталасана раван гдје се брегови дижу до 500 m. н. в.  На северозападу Финске су последњи изданци Скандинавских планина, где се налази и највиши врх државе Халтиотутури (1.234 m).

## Клима
Због утицаја околних водених површина, клима је значајно мање екстремна него што се очекује. Просечна јулска температура на обали је 16° C, а у фебруару -9 °C. Количина падавина (снег, киша) је 460 mm на северу и 710 на југу. Слаб снег покрива земљу 4 до 5 месеци годишње на југу и 7 месеци на северу. Хелсинки има просечну температуру најхладнијег месеца -6,3 °C, а Оулу на северу -0,3 °C, док је просечна јулска температура у Хелсинкију 16,5 °C, а у Оулу 15,5 °C. Крајњи север је још хладнији. Јануарска температура у Лапонији је -15 °C.

## Хидрологија
За Финску се каже да је „амфибијска земља“, земља воде и копна. Различити су подаци о броју језера у Финској, али је вероватан податак да их има око 60.000. Реке су већином отоке појединих језера, а највећа је Вуоксен, са чувеним водопадом Иматром, отока је највећег финског језера Сајма (1.800 m²), а притока је језера Ладоге. Језеро Сајма је 1968. године спојено пловидбеним каналом са Финским заливом, а са друге стране повезано је са градом Виборгом (Русија), каналом дугим 60 km. Сајма представља читав систем језера. Друга важна језера су Пајене, Кали, Ори и Кајгеле на југу, и језеро Инара на северу. Инара је северније од поларног круга, на 69 °CГШ. Са максималном дубином од 60 m. По неким подацима на језеру има 3.000 острва, а површина акваторије без острва је 1.000 m² (готово три пута је пространије од Охридског језера, дугачко је 80 km, а широко 40 km).

## Биљни и животињски свет
Око 72% финске је под шумама. Осим на крајњем југу где се могу наћи јасен, јавор и брестово дрво, шуме су углавном четинарске где доминирају оморике и борови. Финска има приближно 1.200 врста биљака и папрати и око 1.000 врста лишајева. Дивљач укључујући медведе, вукове, поларне лисице, дивље мачке, углавном живе у ненасељеним северним регионима. Собови које су припитомили Саами изумиру у дивљини. Дивље гуске, лабудови, пловке, снежне жутовољке (птице) праве гнезда широм северне Финске. Од риба најчешће су слатководне: лосос, пастрмка, штука, гргеч и из сланих вода: харинга, бакалар. У унутрашњости земље доминира сиво планинско тло. Северни део финске је покривен мочварним тлом. Најплодније тло је у јужном делу обалске равнице које се састоји од морске глине.

## Природна богаства
Богата земља прекривена шумама је највреднији ресурс Финске. Оморика, бор, сребрена бреза су доминирајуће дрвеће. Једини природни ресурси земље су [дрво], [тресет], топлокрзне животиње хидроенергија и риба. 
Финска такође има нека налазишта метала од којих се издвајају цинк, бакар и никл. Ванадијум, сребро и злато се ваде. Најобилнији неметали су гранит и кречњак.